# Noch ’ne Oper
Noch ’ne Oper ist eine musikalisch-komödiantische, deutsche Fernsehrevue von 1978/79 nach einer Opern-Vorlage von Heinz Erhardt, zu dessen 70. Geburtstag diese Produktion entstand. Regie führte Claus Peter Witt.

## Handlung
Ein Theaterdirektor soll in seiner Spielstätte, einer Oper, eine schaurig-schöne Mär aus dem Spätmittelalter mit Gesang aufführen, und so lässt sich der Leiter des Hauses aus dem Off vom Verfasser (Erhardts Stimme vor 1971) den Inhalt um die Ereignisse rund um den Ritter Kunibert auf seinem Schloss im Jahre 1548 erzählen. Dann erfolgt die Aufführung der Geschichte in drei Akten. Die wichtigstem Gesangspartien werden von zwei Männern und einer Dame übernommen.
Zum Inhalt der Oper: Es beginnt mit einem großen Gelage auf Kuniberts Schloss. Die sinnesfreudige Clothilde setzt ihrem Mann, dem Burgherrn Kunibert, Hörner auf und betrügt ihn mit dem lüsternen Ritter Geierblick. Als Kunibert von einem Raubritter-Überfall auf den Spediteur Meier zurückkehrt und die Gattin mit dem Nebenbuhler in flagranti erwischt, rast er vor Eifersucht, und das Unheil nimmt seinen Lauf. Es kommt zu einem furchtbaren Blutbad, das keiner der Beteiligten überlebt. Zum Abschluss der gelungenen Vorstellung reicht schließlich der Theaterdirektor allen Mitwirkenden alkoholische Getränke.
Eingebettet wird die nicht ganz ernst gemeinte Schauerballade von einer Rahmenhandlung in einem herbstlich-windigen Park. Hier treten zu Beginn und am Ende der Geschichte Heinz Erhardt als Opern-Schöpfer, dessen zahlreiche auf Papier niedergeschriebenen und anschließend verworfenen Ideen in alle Winde verstreut und von prominenten Kollegen wie Liselotte Pulver, Inge Meysel und Heinz Rühmann aufgefangen und verlesen werden, sowie Chris Howland, der mehrere dieser Zettel aufspießt und dadurch wieder einsammelt, auf. Die Schlussworte gehören Heinz Erhardt. Er sagt aus dem Off: „Sie sehen, es ist eine sehr traurige Angelegenheit, aber wir machen ja ernste Dinge dadurch nicht fröhlicher, in dem wir sie ernsthaft behandeln. Nur fröhliche Dinge sind es wert, ernsthaft behandelt zu werden.“

## Produktionsnotizen
Noch ’ne Oper entstand im Herbst 1978 in Erhardts Wahlheimat Hamburg (Studio Hamburg). Erhardt selbst war bei den Dreharbeiten im Studio zugegen. In dem gut einstündigen Stück traten über zwei Dutzend populäre TV- und Leinwandstars, die oft nur symbolisch entlohnt wurden, als Gäste auf. Diese Unterhaltungsrevue wurde am Mittwoch, den 21. Februar 1979, einen Tag nach Erhardts 70. Geburtstag, im ZDF ausgestrahlt. Im Jahre 2013 erschien diese Fernsehproduktion auf DVD.
Peter Thomas bearbeitete die von Heinz Erhardt komponierte Musik. Es spielt das Rundfunkorchester des Südwestfunks unter der Leitung von Emmerich Smola. Gerd Krauss entwarf die Bauten. Die Kostüme stammen von Nuscha de Archer. Karl Jobig war Produktionsleiter.

## Hintergrund
Die Idee zu einer Operettenparodie, in deren Mittelpunkt ein schaurigschönes Ritter-Dando (wie Erhardt selbst sein Opus nannte) von verbotener Minne, blutiger Rache und mittelalterlichen Mannen mit ständig trockenen Kehlen stand, kam Erhardt in den Jahren 1936/37 in Riga. Da das 1949 in Deutschland uraufgeführte Werk nur etwa ein Drittel der Länge von Weills und Brechts Die Dreigroschenoper besaß, nannte er sein Werk kurz Die Zehnpfennig-Oper.

## Rezeption
„Empfehlung an alle Opernfreunde! Hier bleibt kein Auge trocken.“